# Nathalie Hubert
 (mai 2025).
Si vous disposez d'ouvrages ou d'articles de référence ou si vous connaissez des sites web de qualité traitant du thème abordé ici, merci de compléter l'article en donnant les références utiles à sa vérifiabilité et en les liant à la section « Notes et références ».
Nathalie Hubert est une monteuse française.

## Biographie

### Formation
Nathalie Hubert obtient un baccalauréat scientifique en 1983. De 1980 à 1983, elle est membre active du ciné-club du lycée Jean-Baptiste Corot de Savigny-sur-Orge. Titulaire d'un DEUG d'audiovisuel de l'université Paris-Diderot, elle obtient une licence de lettres modernes et de cinéma de l'université Paris III Sorbonne-Nouvelle en 1986. 
Elle participe aux cours du soir des Beaux-Arts de Paris et d'histoire de l'art à l'École du Louvre.

### Engagements professionnels
Nathalie Hubert est ou a été membre de l'Académie des César, de l'avance sur recette après réalisation et de la Cinémathèque française.

### Décoration
- Chevalier des Arts et des Lettres[3]

## Publication
- « C'est quoi le montage ? » (pages 98 à 111) dans le dossier élève du Petit Criminel de Jacques Doillon[4]

## Filmographie

### Chef monteuse
- 1988 : Vis-à-vis d'elle de Gérard Blanchard (clip) de Jean-Pierre Mocky
- 1988 : Nice is Nice (documentaire pour le musée d'Orsay) de Jean-Pierre Mocky
- 1989 : Les Filles du Rhin d'Alain Philippon (avec les élèves du Théâtre national de Strasbourg)
- 1989 : Elle voulait qu'on l'appelle Bob de Pierre-François Bertrand
- 1991 : Van Gogh de Maurice Pialat
- 1991 : Le Sommeil d'Adrien (CM) de Caroline Champetier
- 1993 : La Naissance de l'amour de Philippe Garrel
- 1994 : Bonheur de Cédric Kahn, série Tous les garçons et les filles
- 1994 : Paix et Amour de Laurence Ferreira Barbosa, série Tous les garçons et les filles
- 1995 : Paris Clichy (CM) de Colin Ledoux et Marin Rosenstiehl
- 1995 : Le Temps du bonheur (CM de 1000 scénarios pour le sida) de Caroline Champetier
- 1995 : Le Cœur fantôme de Philippe Garrel
- 1996 : Quand les étoiles rencontrent la mer de Raymond Rajaonarivelo
- 1996 : Jeunes Gens de Pierre-Loup Rajot
- 1996 : Lili ne veut pas dormir et Lili n'en fait qu'à sa tête (CM) d'Anne Roussel
- 1997 : La Vérité si je mens ! de Thomas Gilou
- 1998 : Charité biz'ness de Thierry Barthes et Pierre Jamin
- 1998 : D'un point à l'autre (documentaire) de Bernard Bolzinger
- 1998 : Le Chasseur (CM) de Pascale Thirole et Jacky Berroyer
- 2000 : Meet the Baltringues de François Gérard
- 2000 : Jet Set de Fabien Onteniente
- 2002 : Histoire Naturelle (CM) de Laurent Perreau
- 2004 : La Danse éternelle (CM) de Hiam Abbass
- 2004 : J'me sens pas belle de Bernard Jeanjean
- 2004 : Ten'ja de Hassan Legzouli
- 2004 : Bonus DVD du coffret Enfance 4-11 ans et Enfance 12-18 ans (7 h 30) de Jacques Doillon
- 2004 : 40mg d'amour par jour (CM) de Charles Meurisse
- 2004 : Bonus DVD de Elle a passé tant d'heures sous les sunlights / Le Vent de la nuit de Philippe Garrel
- 2004 : Bonus DVD de Mes petites amoureuses de Jean Eustache
- 2005 : Les Murs porteurs de Cyril Gelblat
- 2006 : Comme t'y es belle ! de Lisa Azuelos
- 2007 : J'veux pas que tu t'en ailles de Bernard Jeanjean
- 2007 : Speaking Tree de Natasha de Betak
- 2008 : Groupe Action Douanes de Patrick Jamain - série France 2
- 2009 : Le Nom des gens de Michel Leclerc
- 2010 : Une folle envie de Bernard Jeanjean
- 2010 : La nuit je mens de Pierre Pinaud
- 2011 : Du vent dans mes mollets de Carine Tardieu
- 2017 : Loue-moi ! de Virginie Schwartz et Coline Assous
- 2018 : La Charogne de Renaud de Foville avec Virginie Despentes et Béatrice Dalle

### Supervision montage
- 2007 : Vilaine de Jean-Patrick Benes et Allan Mauduit
- 2007 : Le Mozart des pickpockets  (CM) de Philippe Pollet-Villard - Oscar 2008

### Monteuse son
- 1995 : Le Fabuleux Destin de madame Petlet de Camille de Casabianca
- 1996 : Nénette et Boni de Claire Denis
- 1996 : L'Inconnu (CM) de Ismael Ferroukhi
- 1996 : Jeunesse sans dieu (LM TV) de Catherine Corsini
- 1999 : Premier de cordée (LM TV) (2 x 1 h 30)  de Pierre-Antoine Hiroz et Édouard Niermans

### Assistante monteuse
- 1986 : Où que tu sois d'Alain Bergala — également stagiaire mise en scène
- 1987 : Les Saisons du plaisir de Jean-Pierre Mocky — également stagiaire mise en scène
- 1988 : Tabataba de Raymond Rajaonarivelo
- 1989 : Man No Run de Claire Denis
- 1989 : La Fille de 15 ans de Jacques Doillon
- 1989 : Berlin-Jérusalem de Amos Gitaï
- 1989 : Derrière le Mur de Raoul Ruiz
- 1990 : La Vengeance d'une femme de Jacques Doillon
- 1990 : Trois années de Fabrice Cazeneuve
- 1990 : Le Petit Criminel de Jacques Doillon
- 1991 : Les Amies de ma femme de Didier van Cauwelaert
- 1993 : Moi Ivan, toi Abraham de Yolande Zauberman
- 1993 : L'Enfant lion de Patrick Grandperret